# Martin Zetterstedt
Martin Zetterstedt, född 1972, är en svensk innebandyspelare. Han har tidigare varit ansvarig utgivare av Innebandymagazinet.

## Spelarkarriär
- IBK Påvelund (1989-92)
- Robertshöjd BK (1992-98)
- Bräckans IBK (1998-00)
- Exacum IBK (2000-04)
- Landvetter IBK (2009-11)